# Leszczyny (Bielsko-Biała)

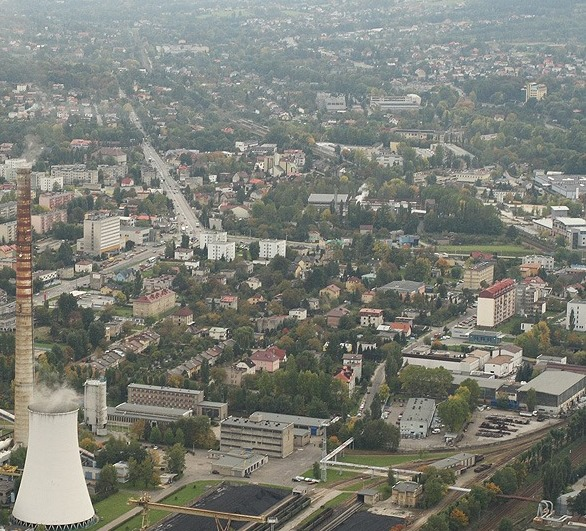
Überblick

Leszczyny (deutsch Nussdorf) ist ein Stadtteil (Osiedle) von Bielsko-Biała in der Woiwodschaft Schlesien, Polen.

## Geographie
Leszczyny liegt etwa 5 km südöstlich des Stadtzentrums, an der Mündung des Bachs Straconka am Fluss Biała.
Der heutige Stadtteil hat 321,58 ha.

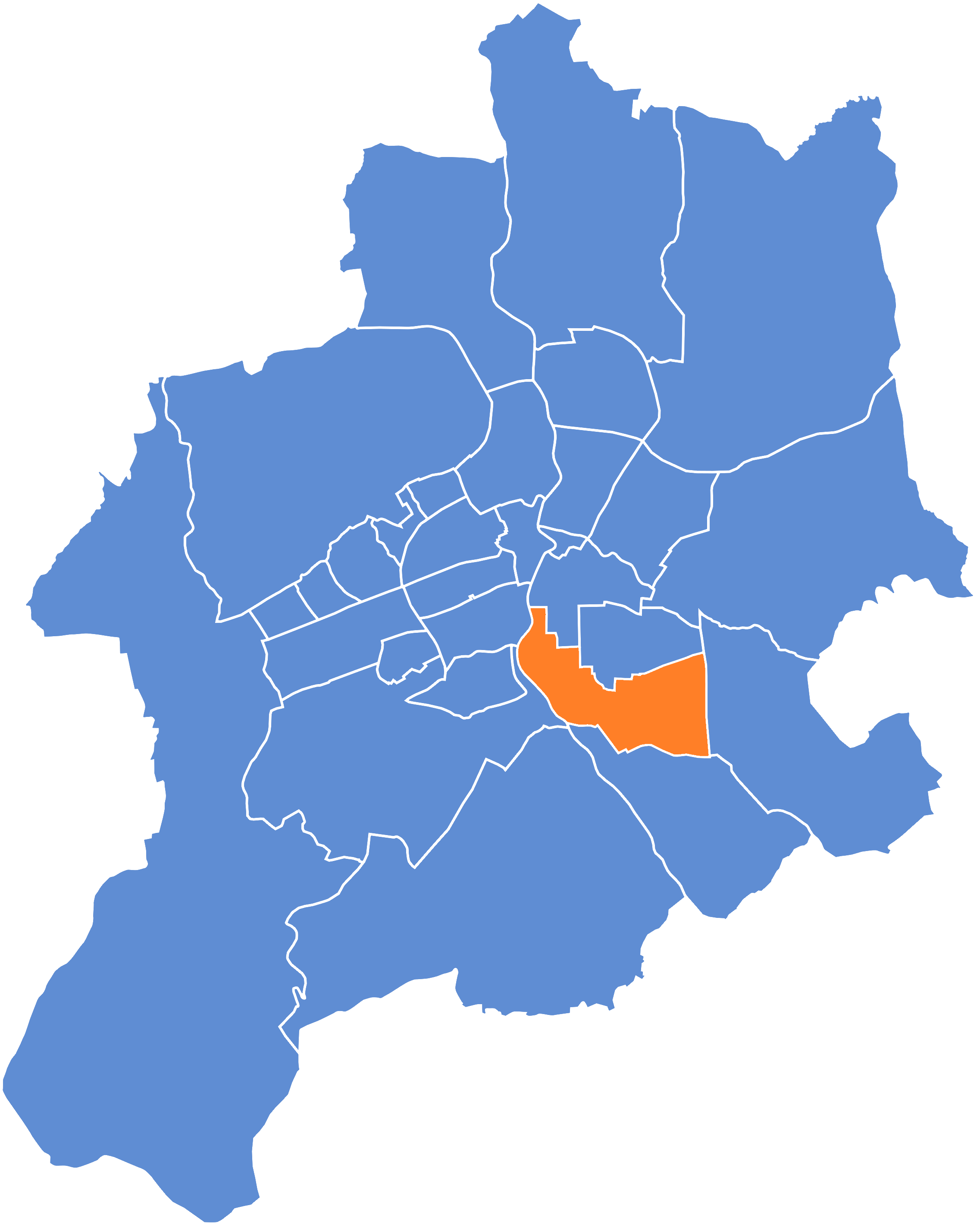
Historischer Stadtteil Leszczyny (orange)
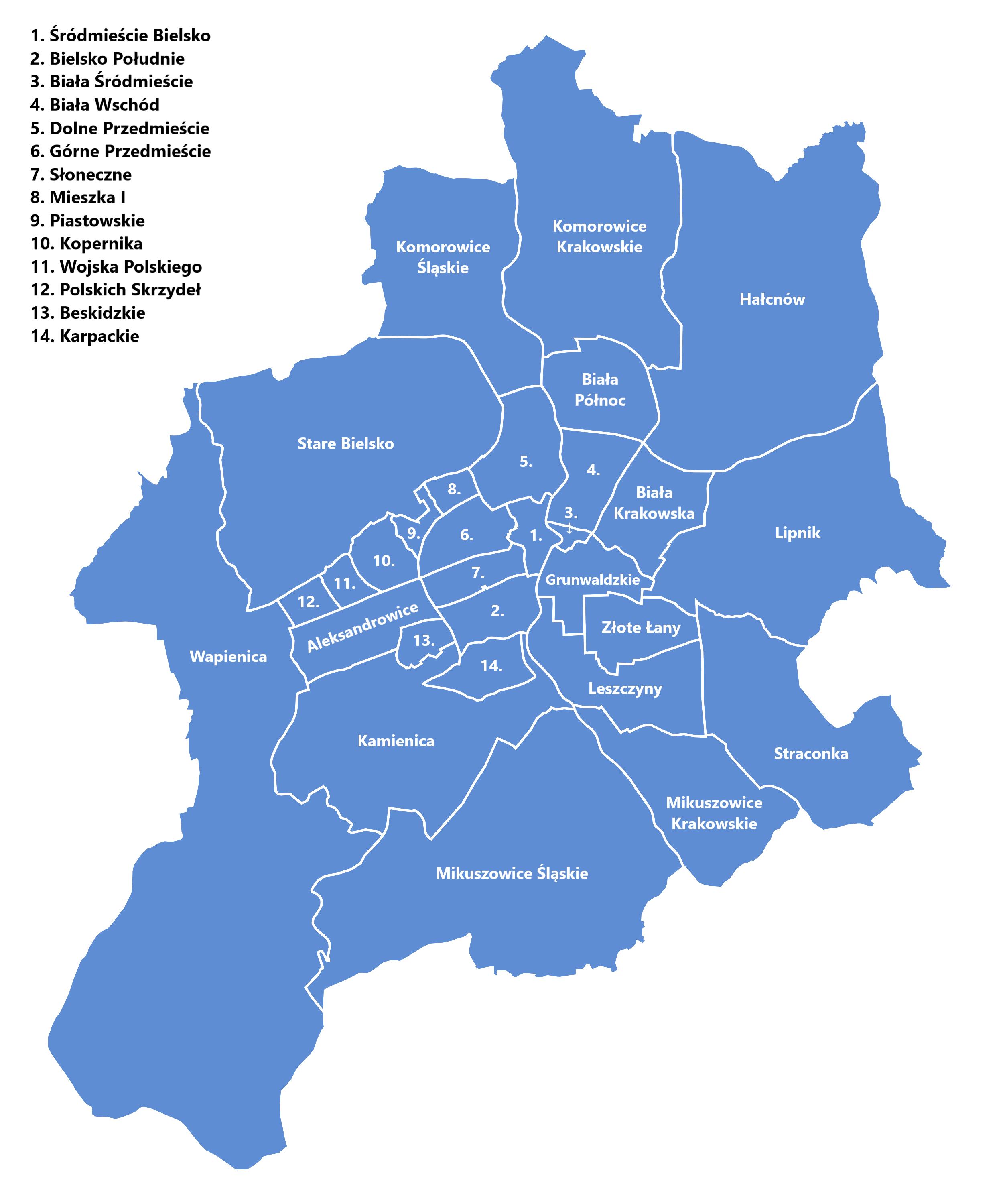
Heutige Stadtteile (Osiedla)

## Geschichte
Der Ort entstand im 17. Jahrhundert als ein Weiler von Lipnik. Auf Polnisch bedeutet der Name Hasel.
Bei der Ersten Teilung Polens kam Leszczyny 1772 zum neuen Königreich Galizien und Lodomerien des habsburgischen Kaiserreichs (ab 1804).
Im Jahre 1900 war es in der Gemeinde Lipnik und hatte 774 Einwohner; es waren überwiegend deutschsprachige (500), auch polnischsprachige (267), überwiegend römisch-katholische (641), es gab auch 13 Juden und 120 anderen Glaubens (überwiegend evangelisch).
1918, nach dem Ende des Ersten Weltkriegs und dem Zusammenbruch der k.u.k. Monarchie, kam Leszczyny zu Polen. Leszczyny mit Lipnik wurde 1925 von der Stadt Biała (seit 1951 Bielsko-Biała) eingemeindet.